# Sociedade Matemática Chinesa
A Sociedade Matemática Chinesa (CMS, chinês simplificado: 中国数学会) é uma organização acadêmica para matemáticos chineses. É membro da Associação Chinesa de Ciência e Tecnologia. O objetivo do CMS é unir matemáticos chineses para promover o desenvolvimento da matemática, impulsionar a ciência e tecnologia chinesas, estimular o crescimento e o avanço dos talentos científicos e tecnológicos, além de contribuir para a revitalização da economia, promovendo a construção de duas civilizações, e acelerando a modernização socialista da China.

## História
A Sociedade Matemática Chinesa foi fundada em julho de 1935 em Xangai. A conferência inaugural foi realizada na biblioteca da Universidade Jiao Tong de Xangai em 25 de julho, e 33 pessoas compareceram à reunião. Seus membros fundadores incluíam Hu Dunfu, Feng Zuxun, Zhou Meiquan, Jiang Lifu, Xiong Qinglai, Chen Jiangong, Gu Deng, Su Buqing, Jiang Zehan, Qian Baozong e Fu Zhongsun.